# Alloteropsis paniculata
Alloteropsis paniculata là một loài thực vật có hoa trong họ Hòa thảo. Loài này được (Benth.) Stapf mô tả khoa học đầu tiên năm 1919.